# Ruth Ware
Ruth Ware (Londen, 26 september 1977), alias voor Ruth Warburton, is een Brits schrijfster van psychologische thrillers. Twee van haar boeken, In a dark, dark wood en The woman in cabine 10, stonden in de top-10-bestsellerslijst van The Sunday Times en The New York Times. Om haar misdaadromans te onderscheiden van haar fictieboeken voor adolescenten, die ze schreef onder haar eigen naam Ruth Warburton, koos ze voor het pseudoniem Ruth Ware.

## Biografie
Ruth Ware werd geboren in 1977 en groeide op in het Britse Lewes (East Sussex). Ze studeerde Engels aan de Universiteit van Manchester, waar ze gefascineerd raakte door Oud- en Middelengelse teksten. Vooraleer ze aan haar schrijverscarrière begon, werkte ze als serveerster, boekenverkoopster en publiciste. Ze verbleef een tijd in Parijs (Frankrijk), waar ze Engels als vreemde taal doceerde. Ware woont in de buurt van Brighton.

## Schrijfstijl
In haar misdaadromans wordt de stijl van Ware vaak vergeleken met die van Agatha Christie. Zelf zegt Ware dat sommige aspecten van haar schrijfstijl rechtstreeks zijn geïnspireerd op die van Christie. De hoofdrolspelers zijn meestal gewone vrouwen die zich in gevaarlijke situaties bevinden in verband met een misdrijf. De eerste twee romans van Ware beschrijven een moordmysterie waarbij een groep mensen in de val zit, of alleszins niet in de mogelijkheid verkeert om onmiddellijk uit de gevaarlijke omgeving te ontsnappen. Agatha Christie stond bekend om het gebruik van deze plot in haar romans, onder andere in Murder on the Orient Express (Moord in de Oriënt-Expres). Ware en Christie kiezen allebei voor settings en situaties die het gevoel van angst bij hun personages aanwakkeren en hen tot paranoia drijft, waardoor ze vaak gewelddadig reageren.
Verschillende van Wares boeken werden geselecteerd voor film- en televisiebewerking.